# Daša Astaf"jeva
Dar"ja Viktorivna Astaf"jeva, nota anche come Daša Astaf"jeva (in ucraino Даша Астаф'єва?; anglicizzato Dasha Astafieva) (in ucraino Дар'я Вікторівна Астаф'єва?; Ordžonikidze, 4 agosto 1985), è una modella e cantante ucraina.

## Biografia
Daša Astaf"jeva è una modella ucraina che si è posta all'attenzione dei mass media internazionali diventando Playmate del Mese del numero di gennaio 2009 di Playboy, ovvero dell'edizione americana del celebre mensile fondato da Hugh Hefner. In precedenza era stata la Playmate del mese del numero di aprile 2006 e Playmate dell'Anno per il 2007 dell'edizione ucraina di Playboy, ovvero Playboy Ucraina.
Oltre ad essere una modella che ha posato, in qualità di Playmate e/o di Cover Girl, per molte edizioni locali di Playboy, Dasha fa parte del gruppo pop NikitA insieme a Anastasija Kumejko e Julija Bryčkivs'ka.